# Christian Danneskiold-Samsøe (1702-1728)
 Der er flere personer med dette navn, se Christian Danneskiold-Samsøe.
Christian lensgreve Danneskiold-Samsøe (født 1. august 1702 i Verona, død 17. februar 1728 i København) var en dansk adelsmand, kammerherre og bogsamler.
Han var ældste søn af Christian Gyldenløve og Dorothea Krag. I 1721 udnævntes han til Ridder af Dannebrog og 4 år senere til deputeret i Søetatens Generalkommissariat; desuden var han kammerherre. Han var ikke blot greve af Samsø, men tillige friherre til Baroniet Lindenborg og Høgholm. I en meget ung alder viste han stor interesse for lærde studier, og han samlede sig i kort tid et betydeligt bibliotek, dels ved køb i udlandet, dels ved anskaffelser på danske auktioner, f.eks. den Rostgaardske; Hans Gram var ham en stadig rådgiver ved studeringer og bogindkøb. "Hvad gjorde han med alt det?" sagde Frederik IV efter grevens død karakteristisk nok, "han vilde dog ikke være Præst." 1725 stadfæstedes faderens testamente, hvorved Gisselfeld Adelige Jomfrukloster i Sjælland oprettedes, ved en overenskomst mellem de 3 søskende Danneskiold-Samsøe, i det grev Christian blev overdirektør. Stiftelsen trådte dog egentlig først 1754 i virksomhed. Allerede 17. februar 1728 døde den fornemme unge bogven af kopper i København; hans lig brændte i byens ildebrand samme år.
En auktionsfortegnelse over hans bogsamling og andre samlinger, navnlig af mønter, udkom 1732 i 4to med en fortale af Gram, hvori hans karakter og lærdom roses; alene af trykte bøger indeholder den mellem 7 og 8000 bind. Det Kgl. Bibliotek købte bl.a. meget på auktionen. Men trods samlingernes anselige værdi formaaede Salget af dem langtfra at dække den store gæld, som Danneskiold-Samsøe havde pådraget sig, væsentlig vistnok ved at gå i kaution for en slægtning; det forslog heller ikke, at nogle af hans efterladte ejendomme solgtes.
Danneskiold-Samsøe var 2 gange gift: 1. gang (1721) med Conradine Christiane f. komtesse Friis (d. 1723), datter af Niels greve Friis; 2. gang (1724) med Christina Catharina von Holstein, datter af stiftamtmand Christian Frederik von Holstein; hun døde først 1795. Han havde 3 sønner og 3 døtre, bl.a. Frederik Christian Danneskiold-Samsøe, der efterfulgte faderen som lensgreve.